# Sapajus macrocephalus
Sapajus macrocephalus är en primat i underfamiljen kapuciner som förekommer i Sydamerika. Populationen listades tidigare som underart eller synonym till mösskapucin (Sapajus apella) och den godkänns sedan tidig 2000-talet som art.

## Utseende
Hannar är allmänt lite större än honor med en kroppslängd (huvud och bål) av 37,5 till 45,5 cm, en svanslängd av 42,5 till 49 cm och en vikt av 2,9 till 4,6 kg. Exemplar av honkön blir utan svans 39,5 till 40,9 cm långa, svanslängden är 41,6 till 42 cm och de väger 1,3 till 3,4 kg. På ovansidan förekommer främst gråbrun till mörkbrun päls och undersidan är oftast täckt av ljus gulbruna till gulröda hår. Enstaka individer har en svart undersida. På ryggens topp finns en längsgående mörk strimma och axlarna samt övre armarna bär lite ljusare päls. Liksom flera andra släktmedlemmar har arten två tofsar på hjässan som liknar horn (undantag populationen i Peru). Dessa horn kan bli otydliga hos gamla individer. Olika exemplar har vita mönster på pannan. Ansiktets centrala delar är ibland nakna med mörk violett hud.

## Utbredning
Utbredningsområdet ligger vid östra sidan av Anderna från centrala Colombia över Ecuador och Peru till centrala Bolivia. Arten når det angränsande låglandet i Brasilien fram till centrala Amazonområdet. Habitatet utgörs av städsegröna regnskogar i låglandet, av molnskogar i bergstrakter samt av träskmarker med flera palmer. I Anderna når Sapajus macrocephalus vanlige 1800 meter över havet men en avskild grupp i Colombia hittas vid 2700 meter över havet.

## Ekologi
Individerna bildar flockar med 8 till 23 medlemmar som består av flera vuxna honor och hannar samt deras ungar. Vanligen förekommer en dominant hanne och även bland honor etableras en hierarki. Hannar strider ibland mot varandra för att få en bättre rang och i sällsynta fall dödas en motståndare. Alfahannens position hotas sällan och exemplar av hankön är inte aggressiva mot honor. Hannar kan hjälpa varandra att driva en rovlevande fågel eller en annan fiende iväg. Flockens revir är ungefär 80 hektar stort.
Sapajus macrocephalus äter främst frukter och insekter. Dessutom ingår andra växtdelar som frön, blad, blommor, palmhjärta och unga växtskott samt smådjur som snäckor, spindlar, grodor, ödlor, småfåglar och ägg i födan.
Vanligen sker parningen så att ungarna föds under regntiden. Honor parar sig allmänt med flockens alfahanne men när denna kopulation inte ägde rum kan de para sig med en annan hanne innan brunsten avslutas. Efter cirka 153 dagar dräktighet föds vanligen en unge. Ungen börjar efter ungefär 6 månader med fast föda och efter 8 till 12 månader får den mindre di. Efter cirka 20 månader slutar honan helt med digivning. Hannar hjälper i uppfostringen genom att leka med ungarna. Ungar bäras ibland av äldre syskon.

## Status
Sapajus macrocephalus jagas för köttets skull. Nära människans samhällen blev den därför sällsynt. Å andra sidan kan den anpassa sig till landskapsförändringar och den har en stor utbredning. Denna kapucinapa listas av IUCN som livskraftig (LC).